# Xã Pomona, Quận Jackson, Illinois
Xã Pomona (tiếng Anh: Pomona Township) là một xã thuộc quận Jackson, tiểu bang Illinois, Hoa Kỳ. Năm 2010, dân số của xã này là 802 người.